# T Aurigae
T Aurigae war eine Nova, die 1891 im Sternbild Fuhrmann aufleuchtete. Sie erreichte 3,8 mag und ihre Helligkeit nahm in 100 Tagen um 3 mag ab. Heute ist T Aurigae 15 mag hell.
Der Namensteil „T“ folgt den Regeln zur Benennung veränderlicher Sterne und besagt, dass T Aurigae der dritte veränderliche Stern ist, der im Sternbild Fuhrmann (lateinisch Auriga) entdeckt wurde.

## Koordinaten
- Rektaszension: 05h31m58s.64
- Deklination: +30°26'45".2